# Skælingur
Skælingur [ˈskɛaːlɪŋgʊɹ] és un poble situat a la costa oest de l'illa de Streymoy, a les illes Fèroe. Forma part del municipi de Kvívík. L'1 de gener de 2021 tenia 13 habitants.
La localitat està situada a l'oest de l'illa de Streymoy, a la riba de l'estret de Vestmannasund. Just al nord hi ha Leynar i Stykkið, que connecten amb el túnel submarí de Vágar. El Vágatunnilin, el túnel submarí que connecta l'illa de Vágar amb la de Streymoy, té la seva boca a menys d'1 km de Leynar.
Skælingur està envoltat d'altes muntanyes, entre les quals destaca el Skælingur, de 767 metres.
El lloc surt per primer cop a la documentació el 1584.